# Fame (musikgrupp)
Fame är en svensk popduo som består av Jessica Andersson från Trollhättan och Magnus Bäcklund från Kristinehamn. Gruppen har sitt ursprung i TV-programmet Fame Factory, där Andersson och Bäcklund deltog under andra halvan av 2002. Ursprungligen var de ett dansband och tilldelades i juli 2003 Guldklaven i kategorin "Årets uppstickare", men då de blev en duo utvecklades de till en popgrupp.[källa behövs]

## Historia

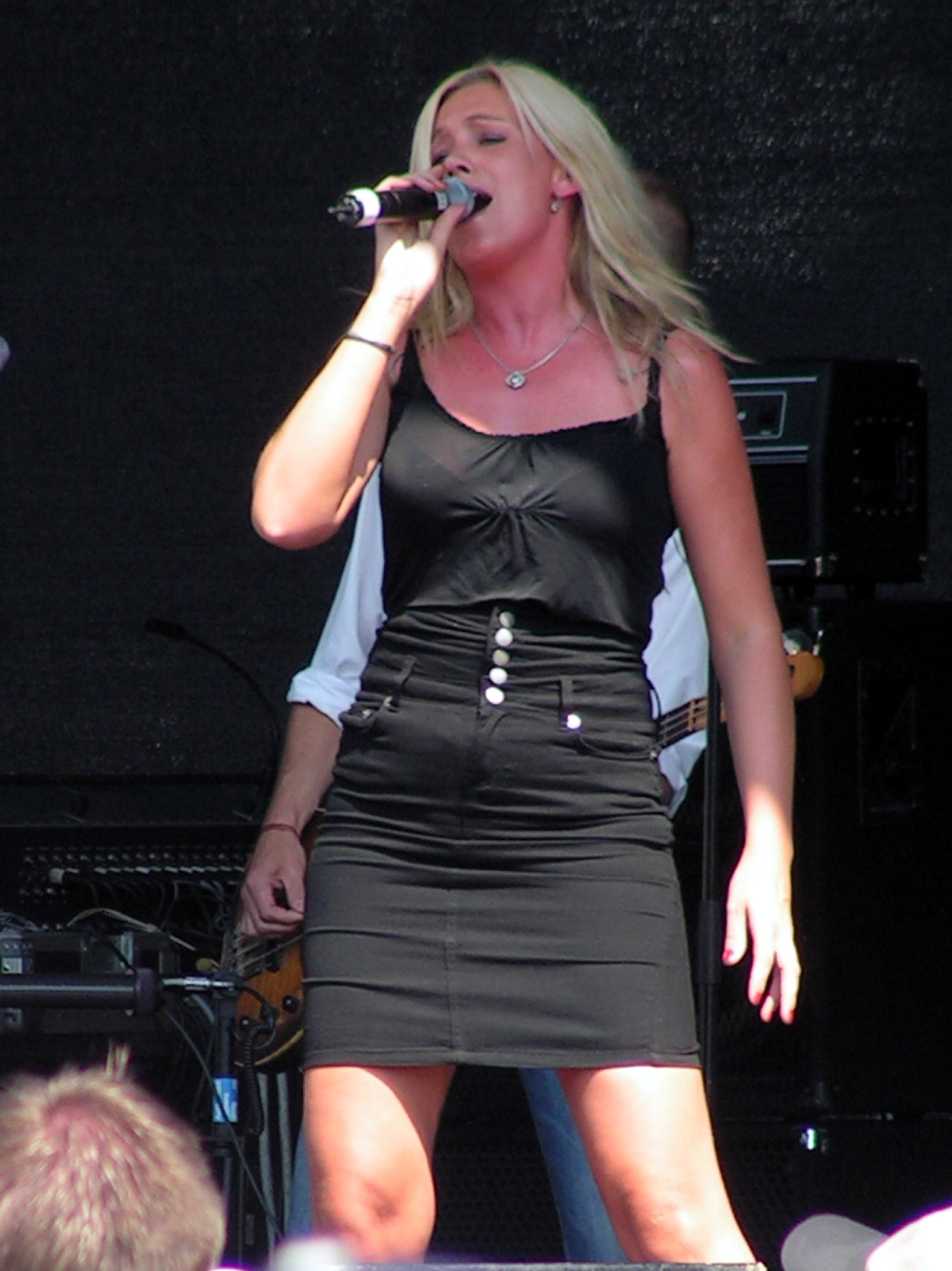
Jessica Andersson på Saabfestivalen i Trollhättan, 10 juni 2007.

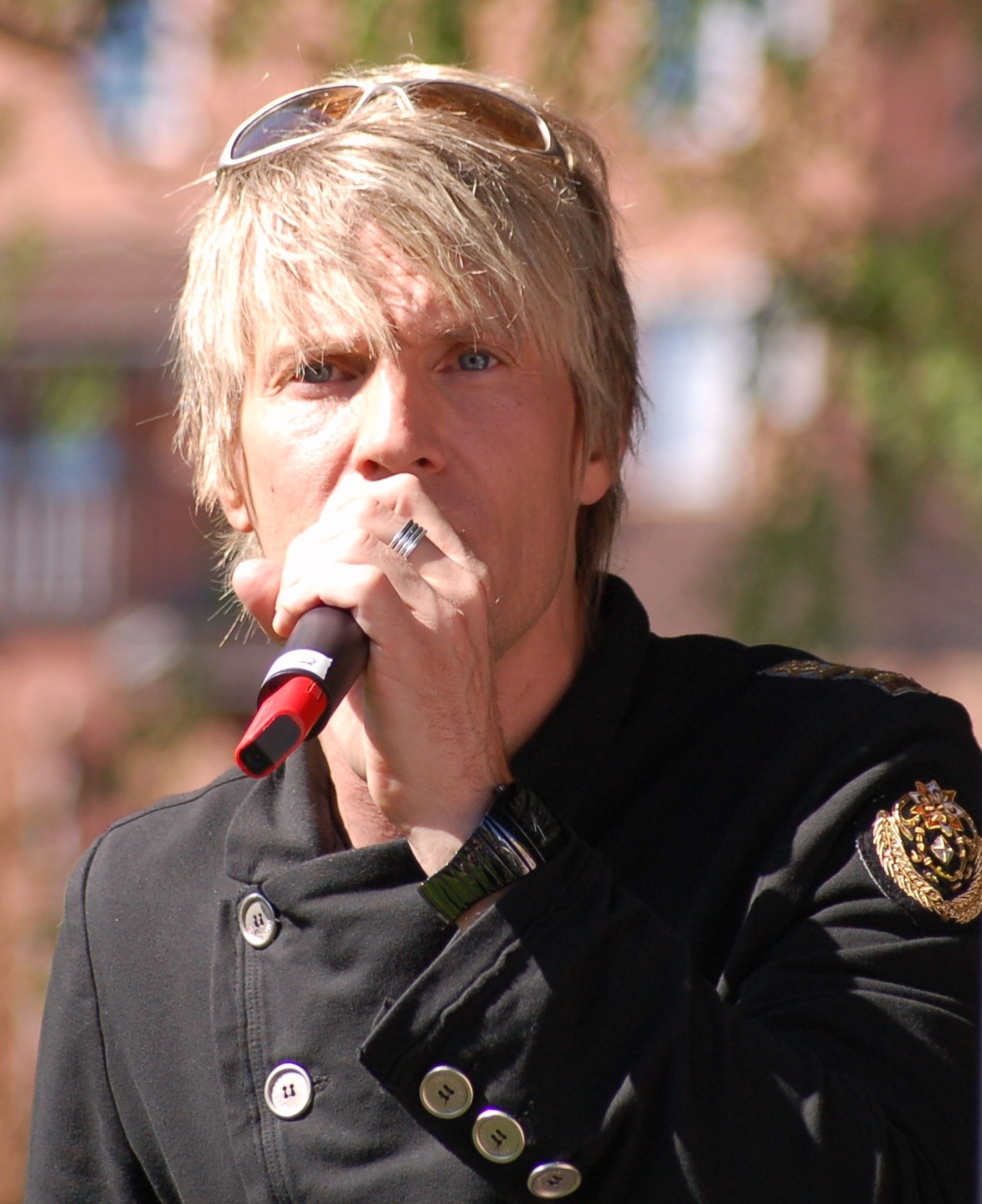
Magnus Bäcklund sjunger på Strömparken i Norrköping 2006.

Skivbolagsdirektören Bert Karlsson kom med idén att bilda duon Fame med Andersson och Bäcklund. Duon ställde sedan upp i Melodifestivalen 2003  med bidraget "Give Me Your Love", som sedermera vann hela tävlingen. Duon fick därför åka till Riga, där Eurovision Song Contest hölls det året, och de hamnade där på femte plats. Samma år som de vann Melodifestivalen hade duon totalt 78 spelningar.[källa behövs]
Gruppen medverkade även i Fångarna på fortet, Diggiloo och Allsång på Skansen. 
År 2004, dvs. året efter segern i Melodifestivalen ställde duon åter upp i tävlingen, men med bidraget "Vindarna vänder oss". De gick återigen till finalen, där de fick totalt 66 poäng av juryn, men inga poäng av tittarna. Totalt slutade de på sjätte plats. Samtidigt som festivalen pågick började rykten gå om att gruppen skulle splittras, vilket både Andersson och Bäcklund förnekade.
Sommaren 2004 medverkade de i showen Diggiloo tillsammans med Lasse Holm, vilket de även gjorde under sommaren 2005.

### Splittringen
Till de Olympiska vinterspelen 2006 i Turin spelade duon in vinter-OS-låten "All in the Game". Detta blev också den sista låt som duon gjorde tillsammans under namnet Fame. Våren 2006 splittrades gruppen i och med att både Andersson och Bäcklund ställde upp i Melodifestivalen 2006, men den här gången som soloartister. Duon började uppträda igen 2024.

## Diskografi

### Album
| Släppta datum | Titel             | Listplacering | Övrigt |
| ------------- | ----------------- | ------------- | ------ |
| 15 maj 2003   | Give Me Your Love | 11            |        |

### Singlar
| Släppta datum    | Titel                                      | Listplacering | Album             | Övrigt                                |
| ---------------- | ------------------------------------------ | ------------- | ----------------- | ------------------------------------- |
| mars 2003        | Give Me Your Love                          | 1             | Give Me Your Love | - Sålde guld (mer än 10 tusen ex.)    |
| 15 maj 2003      | Pop Into My Heart                          | 53            | Give Me Your Love | - Mariann Grammofon                   |
| 14 januari 2004  | The Way You Love Me                        |               |                   | - Mariann Grammofon                   |
| mars 2004        | Vindarna vänder oss                        | 23            |                   | - Mariann Grammofon                   |
| 6 juli 2005      | Gjorda för varandra                        | 47            |                   | - Mariann Grammofon                   |
| 25 november 2005 | All in the Game (officiella OS-låten 2006) | 54            |                   | - Sålde platina (mer än 20 tusen ex.) |

### Fotnoter
1. ↑  Björn Solfors (14 juli 2003). ”Fame: Det känns som en revansch”. Aftonbladet. http://www.aftonbladet.se/nojesbladet/musik/article10379032.ab. Läst 7 oktober 2015.
2. ↑  https://www.tv4.se/artikel/6BYFz3qXsCjvy0aOaFembv/fame-om-varfoer-de-splittrades-inte-som-folk-tror
3. 1 2 3 4 5 6  ”Fame discography”. Swedishcharts. Hung Medien. 8 mars 2003. Arkiverad från originalet den 29 oktober 2013. https://web.archive.org/web/20131029205753/http://swedishcharts.com/showinterpret.asp?interpret=Fame. Läst 7 oktober 2013.